# Pamhagen
Pamhagen est une commune autrichienne du district de Neusiedl am See dans le Burgenland.